# コウキ
コウキ (紅木、Pterocarpus santalinus）は、マメ亜科の小高木の1種である。インド南部・スリランカ原産。
他に、コウキシタン、ミツバシタン、サンタルシタン、シタンなどの和名がある。ただし、正確にはシタンはツルサイカチ属（の複数種または1種）であり、本種（コウキ）をシタンとするのは誤りだという指摘もある。属名もシタン属とするのは誤りとされるので、ここではインドカリン属とする。また、この種をヤエヤマシタン、インドシタン、インドカリンとする資料もあるが、これらの和名はカリンに充てるのが普通である。
インド南部原産。

## 木材
山岳材は緻密で固く、製材木屑は紅色で、空気に触れて黒褐色となる。
日本では古くから三味線の棹などに使用される高級銘木の1種である。

## 危機状況
自生する紅木資源の減少が著しく、現在ワシントン条約（CITES）付属書2類に指定され、国際取引に規制がある。
インド国内法等でも取引が厳しく規制されている。
2008年現在では中国の高級家具市場での需要と価格の高騰により、日本の三味線業界等への供給はほぼストップした模様である。

## 広義の「紅木」
中国で使われる「紅木」の意味は、広くは銘木（特に色が赤〜黒い木）の総称であるが、種類が多く市場でも混乱してきたため、2000年に中華人民共和国国家標準 GB/T 18107 として以下の5属33種を紅木と定めた。
- 紫檀属 (Pterocarpus) インドカリン属（英語版） - コウキ、カリンなど8種
- 黄檀属 (Dalbergia) ツルサイカチ属 - ブラジリアン・ローズウッドなど16種
- 柿樹属 (Diospyros) カキノキ属 - コクタンなど6種
- 崖豆藤属 (Millettia) ミレシア属（英語版） - M. laurentii（ウエンジ（英語版））、M. leucantha
- 鉄刀木属 (Senna) センナ属（英語版） - タガヤサン

なお、中国の植物学上「紅木」というのはベニノキのことであって、上記の「紅木」と異なる。